# Aloe barberae x dichotoma 'Hercules'
Aloe barberae x dichotoma 'Hercules' é uma espécie de liliopsida do gênero Aloe, pertencente à família Asphodelaceae.